# Brygada Przeciwpancerna Wolna Ukraina
Brygada Przeciwpancerna „Wolna Ukraina” (niem. 104. Panzergrenadier Brigade „Freie Ukraine”, ukr. Протитанкова бригада "Вільна Україна") – związek taktyczny Wehrmachtu, a następnie Ukraińskiej Armii Narodowej złożony w większości z Ukraińców pod koniec II wojny światowej.

## Powstanie i organizacja brygady
Brygadę rozpoczęto formować 25 lutego 1945 pod Berlinem, kiedy ze stolicy III Rzeszy przybyło pierwszych 500 ukraińskich ochotników. Byli wśród nich robotnicy przymusowi oraz dezerterzy z berlińskiej straży pożarnej. Wkrótce został utworzony 1 batalion (kureń), składający się z trzech kompanii (sotni) – sotni podoficerskiej, pododdziałów karabinów maszynowych i moździerzy. Sotnia dzieliła się na pięć rojów po 21 żołnierzy.
Pod koniec marca 1945 formowanie Brygady zakończono. Powstały trzy bataliony (kurenie), kureń artylerii przeciwpancernej i pododdziały służb. Na jej czele stanął płk Petro Diaczenko, były dowódca Legionu Wołyńskiego, zaś funkcję szefa sztabu objął mjr Wołodymyr Hładych. Poszczególne jej kompanie (sotnie) składały się z mieszkańców poszczególnych geograficznych regionów Ukrainy. W 4. sotni było też 32 byłych członków UPA. 80% żołnierzy pochodziło ze wschodniej Ukrainy. Brakowało ukraińskich oficerów kadrowych, dlatego wiele funkcji oficerskich zostało obsadzonych przez podoficerów. Około 15% żołnierzy Brygady stanowili Niemcy (wchodzący w skład pododdziałów technicznych). Uzbrojenie stanowiły pistolety maszynowe MP 40, będące na wyposażeniu 1 kurenia, oraz karabiny ręczne Mannlicher i Mosin.
Szkolenie wojskowe żołnierze Brygady przeszli w miejscowości Niemegk, 40 km na zachód od Berlina. 8 kwietnia złożyli w obecności gen. Pawło Szandruka, dowódcy nowo formowanej Ukraińskiej Armii Narodowej (UNA), przysięgę wojskową na wierność narodowi ukraińskiemu i Ukrainie Brygada weszła formalnie w skład nowo tworzonej 2 Dywizji UNA, na czele której miał stanąć płk P. Diaczenko (mianowany 7 kwietnia przez gen. P. Szandruka do stopnia generała chorążego), choć faktycznie znajdowała się pod niemieckim zwierzchnictwem wojskowym.

## Historia jednostki
3 kwietnia 1945 Brygada została skierowana do miejscowości Glatz, gdzie przybyły uzupełnienia z Pragi. Byli to emigranci polityczni w większości w wieku 45–55 lat, będący byłymi oficerami armii carskiej oraz młodzi Ukraińcy w wieku 17–18 lat, bez żadnego doświadczenia wojskowego. Spośród części z nich sformowano 3 kureń (zapasowy), zaś reszta została włączona do dwóch pozostałych kureni. Brygada osiągnęła liczebność ok. 2 tys. ludzi. Została włączona w skład Fallschirm-Panzerkorps „Hermann Göring” przyporządkowanego felmarszałkowi Ferdinanda Schörnera.
19 kwietnia Ukraińcy transportem kolejowym zostali wysłani do Budziszyna (Bautzen). Jednakże 12 km przed miastem pociąg został ostrzelany ogniem karabinów maszynowych i moździerzy, w związku z czym żołnierze 1 kurenia prosto z wagonów ruszyli do ataku, odrzucając atakujące oddziały Armii Czerwonej. Pozostałe dwa kurenie zajęły pozycje obronne. 20 kwietnia dowództwo Brygady otrzymało rozkaz dokonania rozpoznania bojem w kierunku Budziszyna i nawiązania kontaktu z niemieckimi oddziałami, okrążonymi w mieście. Zadanie miały wykonać 2 i 4 sotnie oraz patrole motocyklowe. Patrol z 2 sotni, niszcząc dwa czołgi T-34, przedostał się do Budziszyna. 22 kwietnia do natarcia przeszła 3 sotnia, zajmując stację kolejową pod Budziszynem, gdzie wzięto 12 jeńców wojennych. Następnego dnia w kierunku autostrady do Drezna zaatakowała cała Brygada. Jednakże po 5 km dostała się pod silny ogień artyleryjski, nie dochodząc do autostrady. 27 kwietnia patrole poinformowały, że Brygadzie grozi okrążenie. Wieczorem do natarcia przeszły 2. i 3. sotnie, ale zaległy pod ogniem moździerzy. W odpowiedzi kontratak przeprowadziły oddziały Armii Czerwonej, przerywając linie obronne 1. sotni i wychodząc na tyły Brygady. W tak groźnej sytuacji gen. P. Diaczenko wydał rozkaz dowódcom wszystkich kureni prowadzenia stałej obrony, a sam zebrał grupę złożoną z oficerów sztabowych i żołnierzy służb tyłowych, na czele której zaatakował czerwonoarmistów. Do kontrnatarcia przeszły wówczas inne pododdziały, co doprowadziło do odrzucenia Sowietów. Następnie poprowadzono dalszy atak, który doprowadził do rozbicia jednego z pułków piechoty 7 Dywizji Piechoty ze składu 2 Armii WP. Do niewoli dostało się ogółem ok. 700 sowieckich i polskich żołnierzy, zdobyto 5 moździerzy, 20 karabinów maszynowych i dużą ilość amunicji. Być może Brygada była tajemniczym 7 pułkiem piechoty własowców, wymienianym w różnych publikacjach dotyczących bitwy pod Budziszynem. Generał P. Diaczenko za to zwycięstwo został przez gen. Hyazintha Grafa Strachwitza von Groß-Zauche und Camminetz, dowódcę Panzerjäger-Brigade „Oberschlesien”, osobiście odznaczony Krzyżem Żelaznym 1 klasy. Po tych walkach Ukraińcy zostali lepiej wyposażeni; dostali karabiny szturmowe StG44, zdobyczną sowiecką broń maszynową i artylerię. Brygada została całkowicie zmotoryzowana. W dniach 2–3 maja 1945 r. osłaniała ucieczkę z Budziszyna ludności cywilnej. Prawie przez cały czas znajdowała się pod ostrzałem moździerzy i artylerii.
5 maja gen. P. Diaczenko otrzymał rozkaz odejścia na linię rzeki Łaby, a następnie nawiązania kontaktu z 14 Dywizją Grenadierów SS. 6 maja maszerujących żołnierzy Brygady ostrzelały sowieckie samoloty, w wyniku czego poniosła ona bardzo duże straty. 7 maja dotarła do Łaby, ale okazało się, że most na rzece był zniszczony. Wieczorem gen. P. Diaczenko rozkazał żołnierzom podzielić się na grupy, a następnie przedzierać się przez Łabę w kierunku Weimaru, na obszary zajęte przez wojska alianckie. Rano następnego dnia Brygada została jednak okrążona przez wojska sowieckie. Generał P. Diaczenko został oddzielony od reszty swojej formacji i dowiedział się o ogłoszeniu kapitulacji wojsk niemieckich. W tej sytuacji Ukraińcy, pojedynczo i grupami, zaczęli przebijać się na zachód; od czasu do czasu dochodziło do potyczek z czerwonoarmistami. Do Amerykanów udało się dotrzeć jedynie 30% żołnierzy Brygady, w tym gen. P. Diaczence, reszta zginęła po drodze lub dostała się do niewoli sowieckiej.

## Skład organizacyjny z 12 kwietnia 1945 r.
- dowódca – płk (gen. chor.) Petro Diaczenko
- adiutant – por. Jurkiw
- szef sztabu – mjr Wołodymyr Hładych
- starszy oficer do poruczeń – sotnik Arseniw, chor. Matkiwski
- 1 kureń – d-ca sotnik Furs
  - 1 sotnia – d-ca chor. Gonczaruk
  - 2 sotnia – d-ca chor. Maksymienko
  - 3 sotnia – d-ca chor. Dmitrienko
- 2 kureń – d-ca por. Gładycz
  - 4 sotnia – d-ca chor. Kirylenko
  - 5 sotnia – d-ca ?
  - 6 sotnia – d-ca chor.Fedorenko
- 3 kureń – d-ca por. Starowyjt (Starowojt)
- kureń artylerii przeciwpancernej – d-ca ?
- sotnia zmotoryzowana – d-ca chor. Iwanienko (Iwanczenko)
- sotnia saperów – d-ca ?
- pododdział gospodarczy – d-ca chor. Jaremienko
- pluton żandarmerii – d-ca sotnik Sokalski
- pluton sanitarny – d-ca ? (niemiecki lekarz i 6 sanitariuszek Ukrainek)